# داو آگروساینسز
داو آگروساینسز (انگلیسی: Dow AgroSciences) شرکت کشاورزی آمریکایی است، که در سال ۱۹۸۹ توسط شرکت‌های ایلای لی‌لی اند کامپنی و شرکت داو کمیکال تأسیس شد.